# Tarnica
Tarnica je s výškou 1346 m nejvyšší hora v polských Bieszczadech (nejvyšší horou celých Bieszczad (Bukovských vrchů) je na Ukrajině ležící Pikuj vysoký 1408 m). Jedná se o pátý nejvyšší vrchol Koruny hor Polska. Nachází se v Podkarpatském vojvodství, blízko hranic s Ukrajinou.
Tarnica se zvedá 500 m nad údolím řeky Wołosatka. Hora má dva samostatné vrcholy nižší má výšku 1339 m, o 7 m vyšší hlavní vrchol je skalnatý a otevírá se z něj kruhový výhled na okolní poloniny – na východě na Bukovskou, na severu na Lokieckou a Dydiowskou a na severozápadě na Caryńskou a Wetlinskou. Na vrcholu se nachází mohutný kovový kříž z roku 2000 připomínající Jana Pavla II., který Tarnicu v roce 1954 prý navštívil.

## Galerie

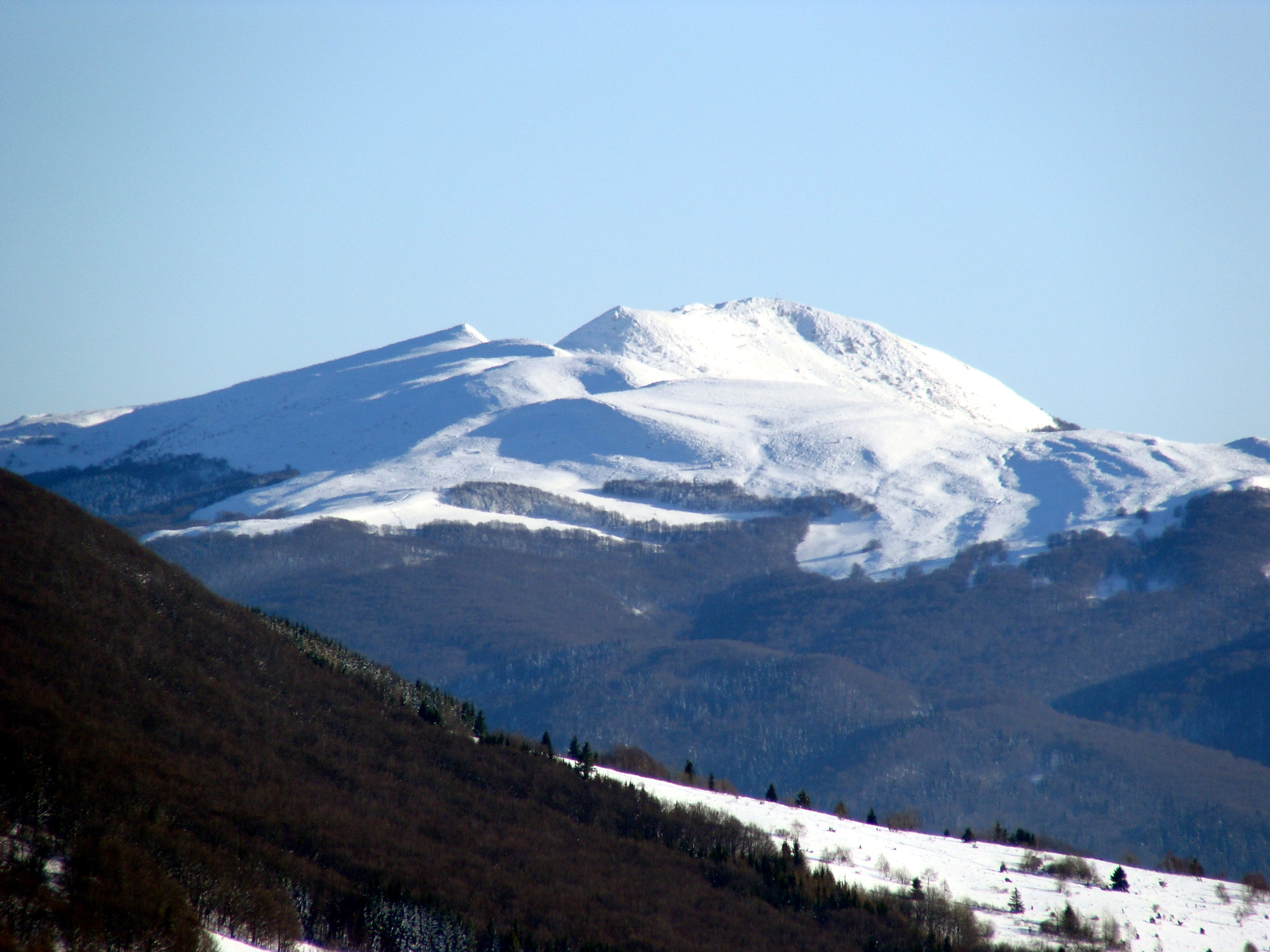
Tarnica v zimě
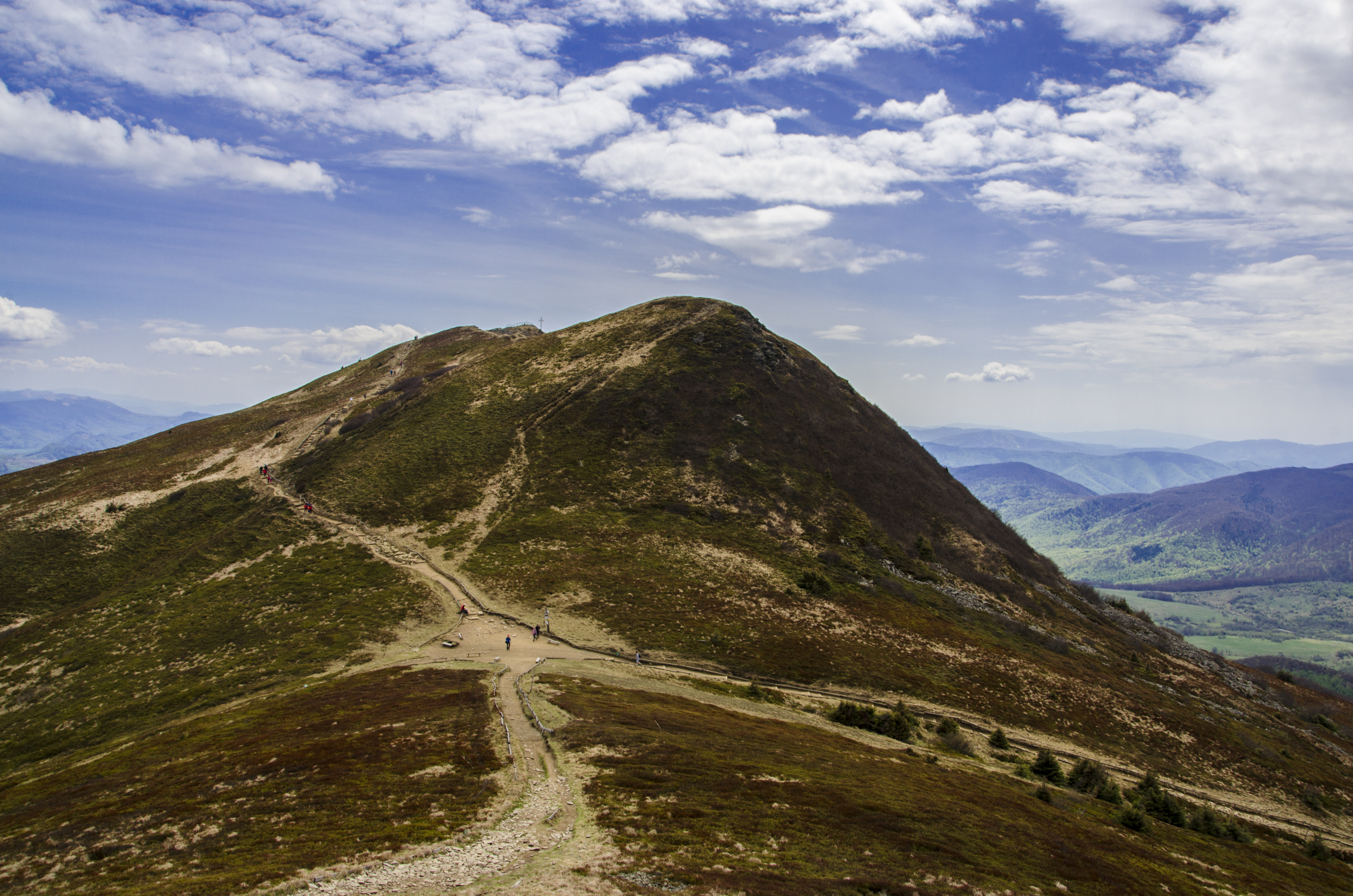
Rozcestí v sedle pod Tarnicou
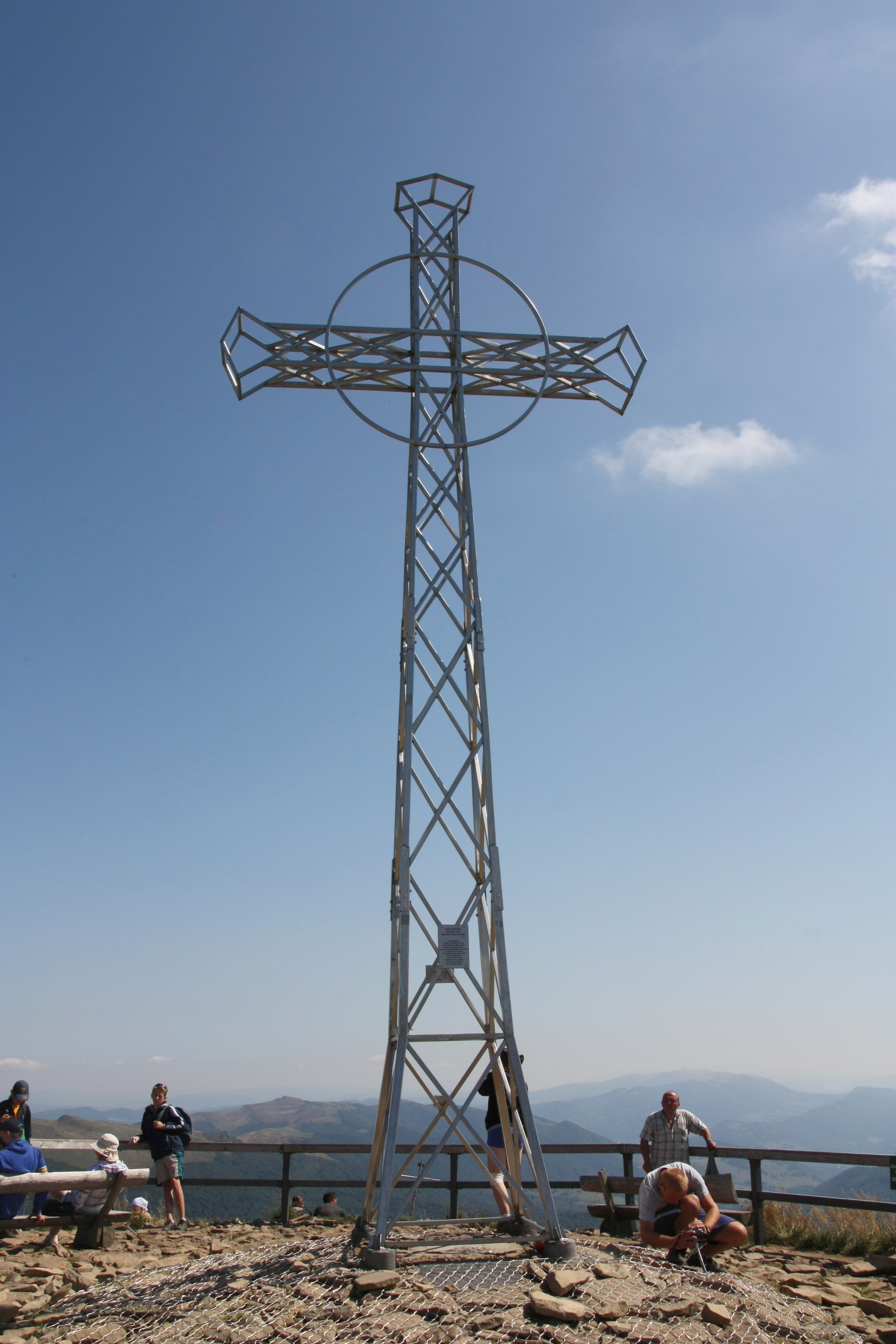
Vrcholový kříž
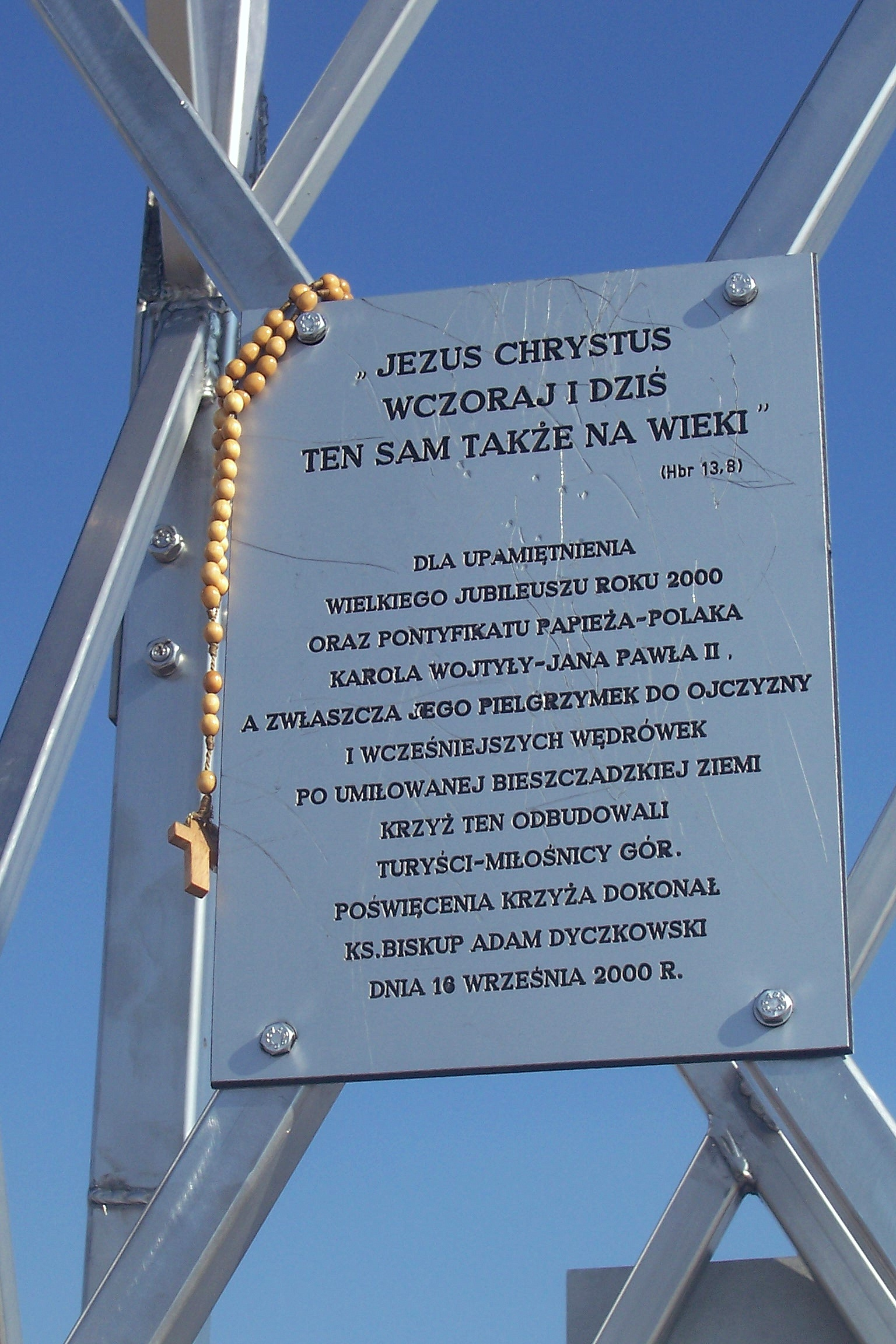
Cedule na kříži na památku Jana Pavla II
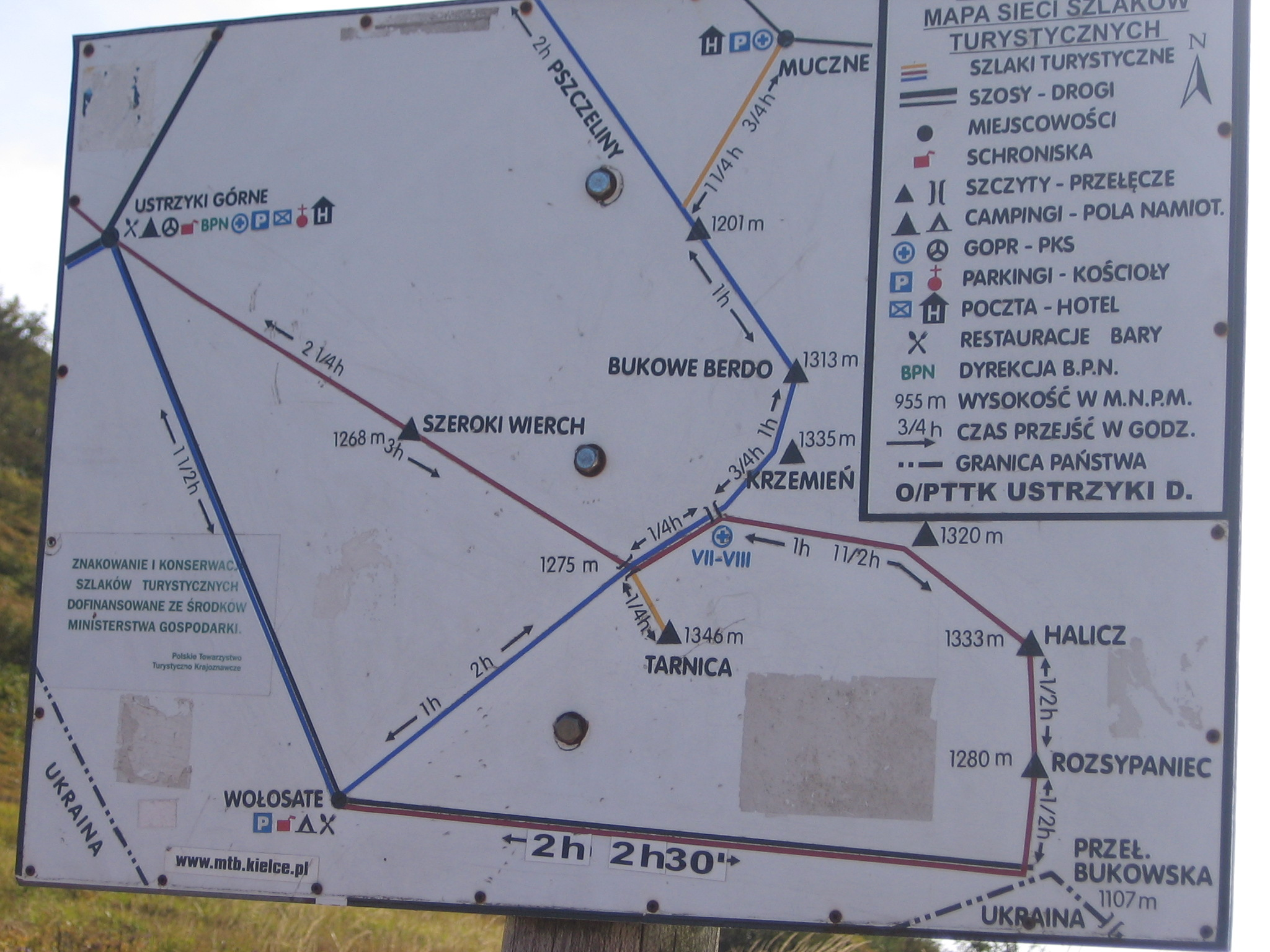
Turistické cesty v okolí Tarnice
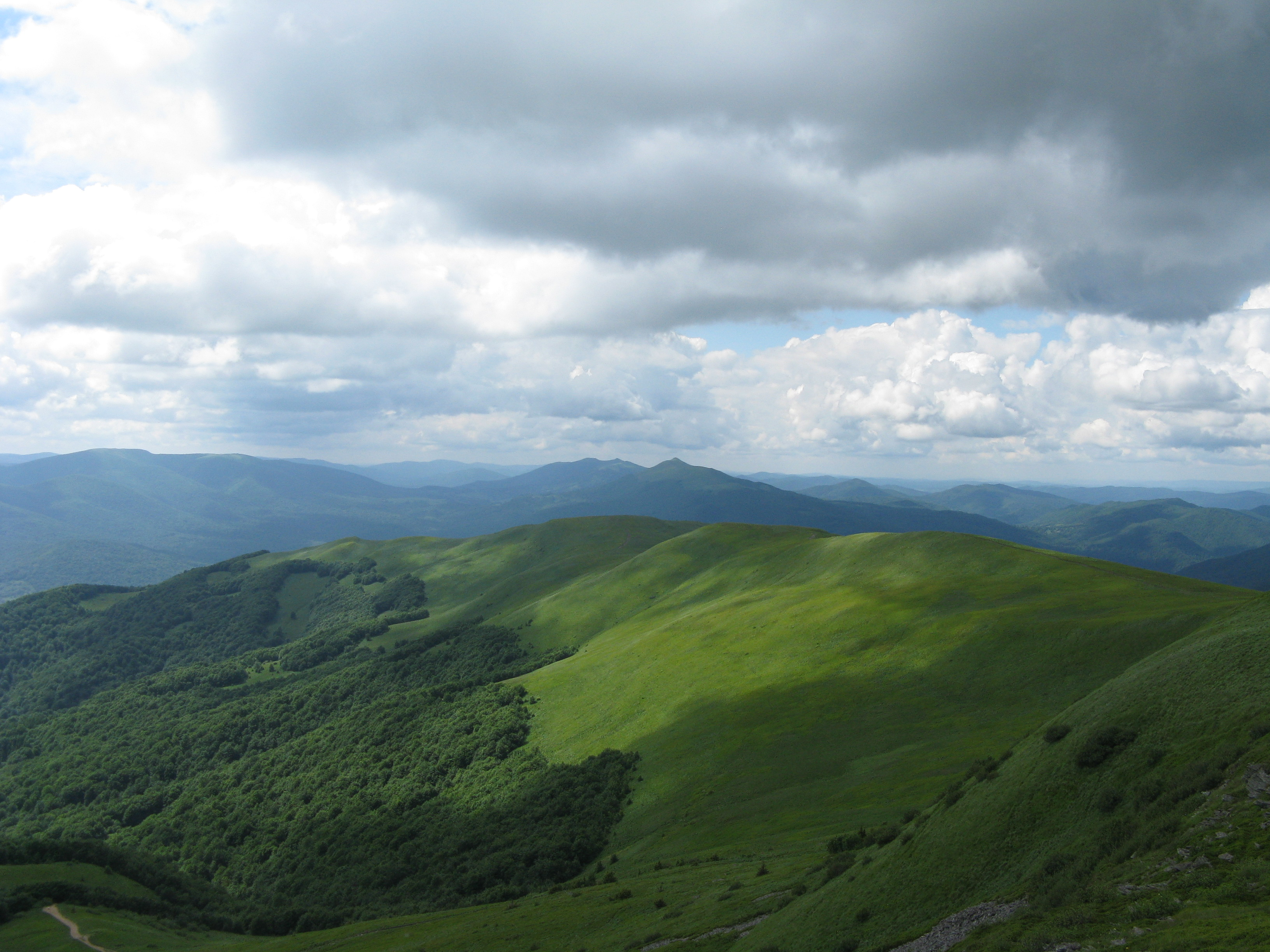
Výhled z Tarnice na Szeroki Wierch